# Мелодифестивален 2009.
Мелодифестивален 2009. је био 48. по реду Мелодифестивален, шведски такмичарски фестивал забавне музике, и избор за представника Шведске на Песми Евровизије 2009. у Москви. Победила је Малена Арнман са песмом La voix.
Током шест суботњих вечери, одржана су четири полуфинала, вече „друга шанса“, и велико финале у арени Глобен у Стокхолму 14. марта 2009.

## Новине у правилима
Иако је за 2009. Шведска телевизија задржала основни формат Мелодифестивалена, за ову годину је уведен низ значајан новина у правилима. Ове измене обелодањене су крајем августа 2008.
Према правилима која су важила до 2008, након извођења песама у сваком полуфиналу одржавано је два круга телегласања гледалаца, тако да је пет најбоље пласираних песама из првог круга пролазило у други круг; након овог би се две песме са највећим бројем гласова (у другом кругу) пласирале непосредно у финале, а трећа и четврта у вече „друга шанса“. Уместо овога, 2009. ће бити уведен систем елиминације. Након извођења песама у полуфиналу биће одржано два круга телегласања. Четири најбоље пласиране песме из првог круга пролазиће у други круг, у којем ће се непосредно сучелити у паровима, прва и четврта по броју гласова из првог круга у једном пару, и друга и трећа у другом пару. Два победника парова пласираће се у непосредно у финале, док друге две песме иду у вече „друга шанса“.
Биће уведен и „међународни жири“. Овај жири ће дати додатни сет гласова у финалу, поред 11 регионалних жирија и резултата телегласања гледалаца. Осим овога, овај стручни жири ће, од 22 песме које се нису пласирале у финале кроз једно од полуфинала или „другу шансу“, изабрати још једну која ће тако добити „џокер“ улазницу у финале, повећавајући број песама у финалу са досадашњих 10 на 11.
На Мелодифестивалену 2009. биће дозвољено највише осам особа на сцени, што је две више од досадашњег ограничења од шест особа на сцени, које важи и на Песми Евровизије. Такође недозвољени на Песми Евровизије, на Мелодифестивалену 2009. биће дозвољени и снимљени пратећи вокали на пратећој матрици.

## Вечери
Шведска телевизија објавила је распоред одржавања и градове домаћине шест вечери 11. септембра 2008. Прво полуфинале биће, како је већ постало традиционално, у арени Скандинавијум у Гетеборгу, са гала свечаним отварањем уз морски бифе. Друго и треће полуфинале биће одржани у севернијим градовима Шелефтеоу и Лександу, а четврто у Малме арени у Малмеу, потпуно новој арени са 15.000 места у обновљеној четврти града крај тик уз нови тржни центар и директну железничку везу са Копенхагеном, а за коју су многи веровали да би могла бити изабрана и за домаћина финала. Уместо овога, СВТ је одлучила да финале буде одржано у арени Глобен у Стокхолму, која је била домаћин свих финала Мелодифестивалена од 2002, као и Песме Евровизије 2000. Вече „друга шанса“ биће одржано у Норћепингу, још једном од традиционалних домаћина годишњих циклуса Мелодифестивалена.
| Датум       | Вече          | Град      | Сцена                |
| ----------- | ------------- | --------- | -------------------- |
| 7. фебруар  | 1. полуфинале | Гетеборг  | Скандинавијум        |
| 14. фебруар | 2. полуфинале | Шелефтео  | Шелефтео Крафт арена |
| 21. фебруар | 3. полуфинале | Лександ   | Ејендалс арена       |
| 28. фебруар | 4. полуфинале | Малме     | Малме арена          |
| 7. март     | Друга шанса   | Норћепинг | Химелсталундсхален   |
| 14. март    | Финале        | Стокхолм  | Глобен               |

## Песме
Организатор Мелодифестивалена, Шведска телевизија, објавила је јавни позив за песме за национално финале 2009. мање од недељу дана након финала Песме Евровизије 2008. у Београду. Рок за пријем песама био је 23. септембар 2008, до када је пристигло 3440 песама. Ово је највећи број песама пристиглих на конкурс у досадашњој историји Мелодифестивалена, шест више од прошлогодишњег издања. Према писању водећег независног евровизијског портала esctoday.com, ово значи да ће Шведска „готово извесно“ бити европска земља која ће свог представника бирати између највећег броја песама. Упркос релативно скромним резултатима Шведске на Песмама Евровизије 2007. и 2008, интерес шведске музичке индустрије за фестивал не показује знаке опадања, а број песама пристиглих на конкурс за Мелодифестивален је растао у 12 од 14 година од 1995. и у том периоду је порастао за 600%.
СВТ ће, од песама пристиглих на конкурс, изабрати 28 песама за Мелодифестивален. Осим ових, СВТ ће непосредно позвати на учешће и четири „џокер“ извођача по свом избору, комплетирајући тако списак 32 учесника.
| Песме учеснице Мелодифестивалена 2009.                         |   |       |                                     | |
| Н                                                              | Џ | Песма | Извођач                             | Музика и текст                                                                                      |
| Прво полуфинале (Скандинавијум, Гетеборг, 7. фебруар)          |   |       |                                     | |
| 1                                                              | * |       | Мари Сенехолт                       | Петер Бострем (мт), Тони Нилсон (мт)                                                                |
| 2                                                              |   |       | „Скотс“                             | Лаш „Диле“ Дидриксон (м), Мартин Хедстрем (м), Инјела „Плинј“ Фошман (т)                            |
| 3                                                              |   |       | Ширли Кламп                         | Инјела „Плинј“ Фошман (т), Боби Лјунгрен (м), Хенрик Викстрем (м)                                   |
| 4                                                              |   |       | Каролине аф Углас                   | Каролине аф Углас (т), Хајнз Лилједал (м)                                                           |
| 5                                                              |   |       | Алказар                             | Андеш Хансон (мт), Мортен Санден (мт), Андреас Лундстет (мт), Терезе Меркел (мт), Лина Хедлунд (мт) |
| 6                                                              |   |       | Нина Содерквист                     | Јохан Лијандер (мт), Мати Алфонцети (мт)                                                            |
| 7                                                              |   |       | Јонатан Фајерлунд                   | Семјуел Верме (мт), Дидрик Тот (мт)                                                                 |
| 8                                                              |   |       | Емилија                             | Емилија Ридберј (мт), Фредрик „Фиге“ Бострем (мт)                                                   |
| Друго полуфинале (Шелефтео Крафт арена, Шелефтео, 14. фебруар) |   |       |                                     | |
| 1                                                              |   |       |                                     | Никлас Јарл (мт), Давид Стенмарк (мт)                                                               |
| 2                                                              |   |       | Монс Селмелев                       | Фредрик Шемпе (мт), Монс Селмелев (т), Хенрик Викстрем (м)                                          |
| 3                                                              |   |       | Ласе Линд и бенд                    | Ласе Линд (мт)                                                                                      |
| 4                                                              |   |       | Ејми Дајамонд                       | Александер Бард (мт), Боби Лјунгрен (мт), Оскар Холтер (мт)                                         |
| 5                                                              | * |       | Маркулио                            | Патрик Хенцел (мт), Карл Еурен (мт), Маркулио (мт)                                                  |
| 6                                                              |   |       | Џенифер Браун                       | Џенифер Браун (мт), Петер Квинт (мт)                                                                |
| 7                                                              |   |       | Лили и Сузи                         | Сузи Пеиверинта (мт), Кале Киндбом (мт), Томас Ге:сон (мт), Пер Лен (м), Нестор Гели (т)            |
| 8'                                                             |   |       | Кукиз'ен'бинз                       | Робин Абрахамсон (мт), Амир Ејли (мт), Масијел Нумхаузер (мт)                                       |
| Треће полуфинале (Ејендалс арена, Лександ, 21. фебруар)        |   |       |                                     | |
| 1                                                              |   |       | Софија Бернтсон                     | Дмитри Стасос (м), Хенрик Викстрем (м), Ирини Михас (м), Нина Каролиду (т)                          |
| 2                                                              |   |       | Микаел Рикфош                       | Томас Ге:сон (мт)                                                                                   |
| 3                                                              |   |       | Маја Гулстранд                      | Томас Ге:сон (мт), Маркос Убеда (мт)                                                                |
| 4                                                              |   |       | Риго и „Топаз саунд“, са Ред фоксом | Родриго Пенчев (мт), Тобијас Карлсон (м)                                                            |
| 5                                                              |   |       | Моли Санден                         | Инјела „Плинј“ Фошман (т), Боби Лјунгрен (м), Маркос Убеда (м)                                      |
| 6                                                              |   |       | „Велвет“                            | Тони Нилсон (мт), Хенрик Јансон (мт)                                                                |
| 7                                                              |   |       | Бе-Ве-О                             | Фредрик Шемпе (мт), Александер Бард (мт), Андеш Хансон (мт)                                         |
| 8                                                              | * |       | Е. М. Д.                            | |
| Четврто полуфинале (Малме арена, Малме, 28. фебруар)           |   |       |                                     | |
| 1                                                              |   |       | Сузане Алфвенгрен                   | Инјела „Плинј“ Фошман (т), Боби Лјунгрен (м), Хенрик Викстрем (м)                                   |
| 2                                                              |   |       | „Некст 3"                           | Микаел Хавијер Бараца (мт), Џими Алмгрен (т), Адам Солиман (т)                                      |
| 3                                                              |   |       | Стар пајлотс                        | Јохан Фјелстрем (м), Јоаким Уд (м), Јохан Бекер (мт)                                                |
| 4                                                              |   |       | Ана Сален и Марија Хекос Сторенг    | Амир Ејли (мт), Хенрик Викстрем (мт), Тобе Петерсен (мт)                                            |
| 5                                                              | * |       | Малена Арнман                       | Фредрик Шемпе (мт)                                                                                  |
| 6                                                              |   |       | Агнес                               | Андеш Хансон (мт)                                                                                   |
| 7                                                              |   |       | Сара Дон Финер                      | Сара Дон Финер (мт), Фредрик Шемпе (мт)                                                             |
| 8                                                              |   |       | Торлејфс                            | Лина Ериксон (мт), Мортен Ериксон (мт)                                                              |

## Резултати
| Резултати првог полуфинала Мелодифестивалена 2009. |   |       |                   |         |         |   |         |         |             |    |
| Н                                                  | Џ | Песма | Извођач           | 1. круг | 2. круг | Р | 3. круг | 3. круг | Исход       | МЖ |
| 1                                                  |   |       | Нина Содерквист   | 28.404  | 59.122  | 5 |         |         |             |    |
| 2                                                  |   |       | Јонатан Фајерлунд | 20.847  |         | 7 |         |         |             |    |
| 3                                                  |   |       | Ширли Кламп       | 11.542  |         | 8 |         |         |             |    |
| 4                                                  |   |       | Скотс             | 39.831  | 72.455  | 3 | 63.208  |         | друга шанса |    |
| 5                                                  |   |       | Емилија           | 28.960  | 60.471  | 4 |         | 79.496  | финале      |    |
| 6                                                  |   |       | Алказар           | 40.913  | 77.368  | 2 | 92.630  |         | финале      |    |
| 7                                                  |   |       | Каролин ов Углас  | 32.839  | 84.451  | 1 |         | 66.520  | друга шанса | МЖ |
| 8                                                  | * |       | Мари Сенехолт     | 23.599  |         | 6 |         |         |             |    |

| Резултати другог полуфинала Мелодифестивалена 2009. |   |       |                  |         |         |   |         |         |             |    |
| Н                                                   | Џ | Песма | Извођач          | 1. круг | 2. круг | Р | 3. круг | 3. круг | Исход       | МЖ |
| 1                                                   |   |       | Лили & Сузи      | 30.813  | 70.081  | 4 |         | 67.859  | друга шанса |    |
| 2                                                   |   |       | Ласе Линд и бенд | 9.084   |         | 8 |         |         |             |    |
| 3                                                   |   |       | Џенифер Браун    | 9.645   |         | 7 |         |         |             |    |
| 4                                                   |   |       |                  | 50.735  | 96.985  | 2 | 89.631  |         | финале      |    |
| 5                                                   | * |       | Маркулио         | 14.704  |         | 6 |         |         |             |    |
| 6                                                   |   |       | Ејми Дајамонд    | 43.352  | 77.571  | 3 | 69.204  |         | друга шанса | МЖ |
| 7                                                   |   |       | Кукиз'ен'бинз    | 33.490  | 64.613  | 5 |         |         |             |    |
| 8                                                   |   |       | Монс Селмелев    | 74.821  | 129.621 | 1 |         | 107.523 | финале      |    |

| Резултати трећег полуфинала Мелодифестивалена 2009. |   |       |                                     |         |         |   |         |         |             |    |
| Н                                                   | Џ | Песма | Извођач                             | 1. круг | 2. круг | Р | 3. круг | 3. круг | Исход       | МЖ |
| 1                                                   |   |       | Велвет                              | 15.985  |         | 6 |         |         |             |    |
| 2                                                   |   |       | Риго и „Топаз саунд“, са Ред фоксом | 18.515  | 38.078  | 4 | 39.124  |         | друга шанса |    |
| 3                                                   |   |       | Моли Санден                         | 29.523  | 55.713  | 3 |         | 85.886  | финале      |    |
| 4                                                   | * |       | Е-Ем-Де                             | 65.234  | 127.990 | 1 | 116.034 |         | финале      |    |
| 5                                                   |   |       | Микаел Рикфош                       | 17.785  | 36.284  | 5 |         |         |             |    |
| 6                                                   |   |       | Маја Гулстранд                      | 10.568  |         | 8 |         |         |             |    |
| 7                                                   |   |       | Софија                              | 14.782  |         | 7 |         |         |             | МЖ |
| 8                                                   |   |       | Бе-Ве-О                             | 41.082  | 80.414  | 2 |         | 66.108  | друга шанса |    |

| Резултати четвртог полуфинала Мелодифестивалена 2009. |   |       |                                  |         |         |   |         |         |             |    |
| Н                                                     | Џ | Песма | Извођач                          | 1. круг | 2. круг | Р | 3. круг | 3. круг | Исход       | МЖ |
| 1                                                     |   |       | Агнес                            | 27.501  | 61.082  | 2 | 66.740  |         | финале      |    |
| 2                                                     |   |       | Стар пајлотс                     | 28.311  | 58.751  | 3 | 54.785  |         | друга шанса |    |
| 3                                                     |   |       | Сузане Алфвенгрен                | 7.530   |         | 8 |         |         |             |    |
| 4                                                     |   |       | Ана Сален и Марија Хекос Сторенг | 17.240  |         | 7 |         |         |             |    |
| 5                                                     |   |       | Торлејфс                         | 23.830  | 48.525  | 5 |         |         |             |    |
| 6                                                     |   |       | Сара Дон Фајнер                  | 27.394  | 57.776  | 4 |         | 48.526  | друга шанса | МЖ |
| 7                                                     |   |       | Некст 3                          | 21.737  |         | 6 |         |         |             |    |
| 8                                                     | * |       | Малена Арнман                    | 48.415  | 102.708 | 1 |         | 88.870  | финале      |    |

| Резултати финала Мелодифестивалена 2009. |    |       |                  |    |    |    |    |    |    |    |    |    |    |    |    |      |             |             |     |
| Р                                        | Н  | Песма | Извођач          | М  | 1  | 2  | 3  | 4  | 5  | 6  | 7  | 8  | 9  | 10 | 11 | Жири | Телегласање | Телегласање | Σ   |
| 1                                        | 11 |       | Малена Арнман    | 1  | 8  | 2  | 1  |    | 4  | 6  | 12 |    | 2  | 2  |    | 38   | 322.657     | 144         | 182 |
| 2                                        | 2  |       | Каролин ов Углас | 10 | 12 | 8  |    | 4  |    |    | 6  | 4  | 6  |    | 1  | 51   | 318.952     | 120         | 171 |
| 3                                        | 8  |       | Е-Ем-Де          |    |    |    | 10 | 8  | 8  | 12 | 1  | 6  |    |    | 4  | 49   | 231.098     | 96          | 145 |
| 4                                        | 1  |       | Монс Селмелев    | 6  | 10 | 12 | 6  | 10 | 2  | 4  | 2  | 12 | 10 | 10 | 12 | 96   | 182.651     | 48          | 144 |
| 5                                        | 6  |       | Алказар          |    | 6  | 10 | 12 |    | 10 | 1  | 10 | 10 | 1  | 1  | 6  | 67   | 199.014     | 72          | 139 |
| 6                                        | 7  |       | Сара Дон Фајнер  | 12 | 4  | 1  | 4  | 6  | 6  | 10 | 8  | 2  | 12 | 8  | 2  | 75   | 146.300     | 12          | 87  |
| 7                                        | 4  |       |                  |    | 2  | 6  | 2  | 1  | 12 | 2  | 4  | 1  | 8  | 12 | 8  | 58   | 178.283     | 24          | 82  |
| 8                                        | 3  |       | Агнес            |    | 1  | 4  | 8  | 2  | 1  |    |    | 8  |    | 6  | 10 | 40   | 49.819      |             | 40  |
| 9                                        | 5  |       | Емилија          | 4  |    |    |    | 12 |    | 8  |    |    | 4  |    |    | 28   | 48.844      |             | 28  |
| 10                                       | 9  |       | Софија           | 8  |    |    |    |    |    |    |    |    |    | 4  |    | 12   | 19.885      |             | 12  |
| 11                                       | 10 |       | Моли Санден      | 2  |    |    |    |    |    |    |    |    |    |    |    | 2    | 51.467      |             | 2   |

Гласове међународног жирија је саопштила Марија Шерифовић, чланица жирија и победница Песме Евровизије 2007. за Србију, у присуству Бруна Бербереса, председника међународног жирија и вишегодишњег вође француске делегације на Песми Евровизије.
Гласове регионалних жирија су саопштили, редом као у горњој табели:
1. Лулео, Соран Исмаил
2. Умео, Јан Билунд
3. Сундсвал, Тобијас Першон
4. Фалун, Монс Мелер
5. Карлстад, Клаудија Гали
6. Еребро, Томас Уредсон
7. Норћепинг, Јакоб Еквист
8. Гетеборг, Ласе Карлсон
9. Векшјо, К-Г. Барјстром
10. Малме, Ана Гранат
11. Стокхолм, Томас Јерухеден

Чланови међународног жирија били су:
- Бруно Берберес, Париз, председник жирија, уметнички директор, радио аниматор, директор кастинга за мјузикл, вођа делегације Француске на Песми Евровизије
- Наталија Брашнуев, Кишињев, директор маркетинга у маркетиншкој и рекламној агенцији, председница ОГАЕ Молдавије
- Фред Бронсон, Студио Сити (Калифорнија), музички новинар/писац
- Алесандро Капичони, Сан Марино, телевизијски уредник, некадашњи вођа делегације Сан Марина на Песми Евровизије
- Дамир Перић, Нови Сад, фан Песме Евровизије
- Томас Лундин, Хелсинки, водитељ, уметник
- Јуриј Никитин, Кијев, продуцент, власник музичке компаније
- Алекс Панаји, Атина, певач, аутор песама, уметнички директор, вокални ментор, продуцент
- Марија Шерифовић, Београд, певачица, победница Песме Евровизије 2007.
- Марина Сморохова, Кијев, виши менаџер у компанија која је испословала учешће Украјине на Песми Евровизије
- Анастасија Тиханович, Минск, певачица, извршни продуцент Еврофеста, националног избора за представника Белорусије на Песми Евровизије
- Бари Виникер, Лондон, маркетинг и комуникације, власник